# Phylloscartes orbitalis
Phylloscartes orbitalis là một loài chim trong họ Tyrannidae.